# ミサ曲 ト長調 (プーランク)

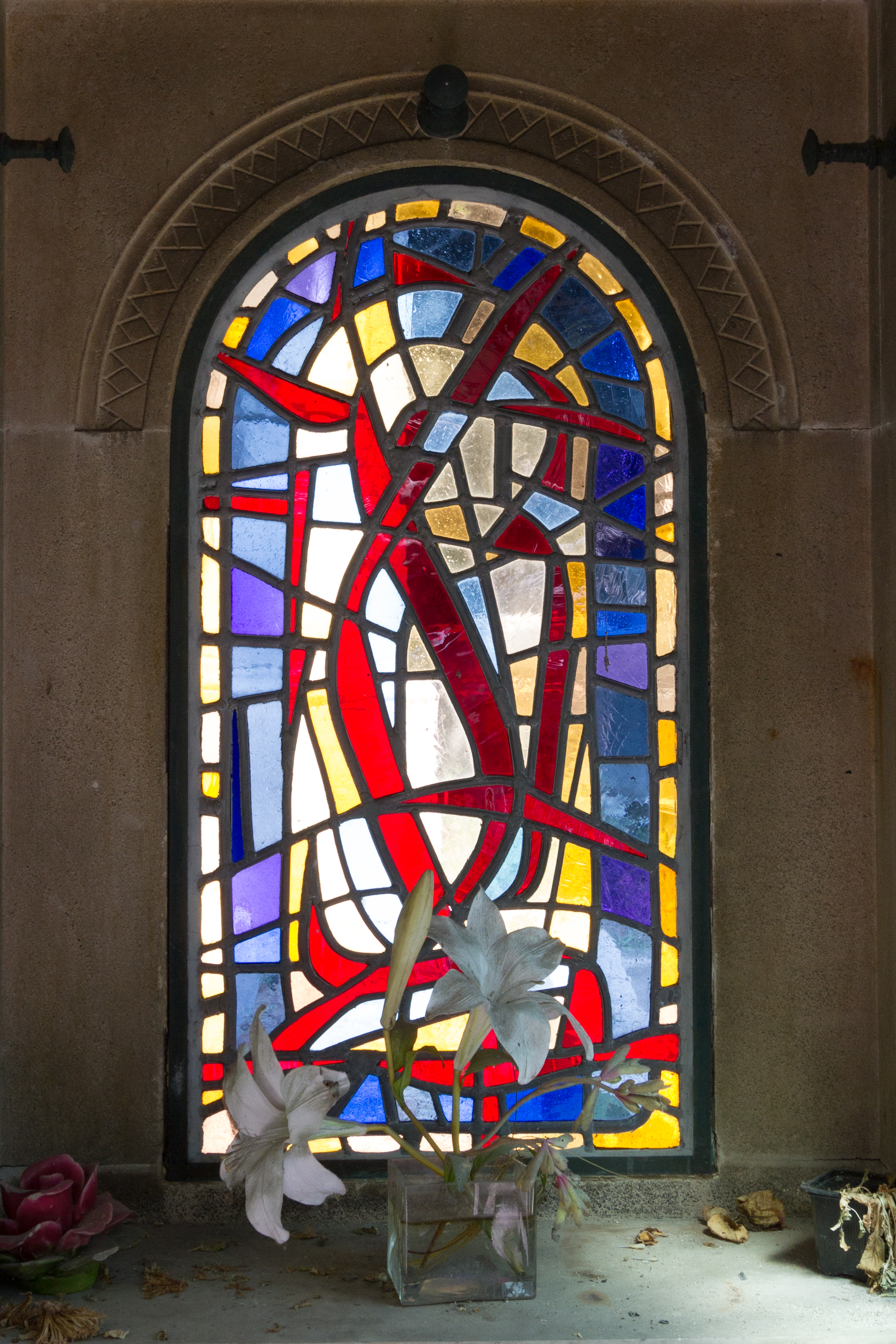
ペール・ラシェーズ墓地のプーランクの墓のステンドグラス

『ミサ曲 ト長調』（みさきょく　とちょうちょう、フランス語: Messe en sol majeur）FP 89は、フランシス・プーランクが1937年に作曲した無伴奏による四部の混声合唱によるミサ曲で、父親の追憶のために作曲された。

## 概要
アンリ・エルによれば「本作の基調となるものは簡潔さと清らかさである。感動が恥じらいのヴェールで覆われ、どこまでも透明で調和のとれたこの作品は目に見えない完璧なテクニックにより操られている。それぞれの響きに相応しい役割がソプラノ、アルト、テノール、バスに割り当てられたこの見事な作品は、最も洗練された方法で、各パートを用い、そこに感動的なハーモニーをもたらしている。このハーモニーは音楽語法の限度ギリギリまでのしなやかさから生まれる。そこで主役を演じる転調が音の統一感を乱すことはない」。本作はプーランクにとっては初めてのアカペラの合唱曲となった。
本作は難解ではあるが『スターバト・マーテル』に比べれば、穏健で、よりロマネスクな曲である。
この曲を聴いたアーロン・コープランドは「相変わらずいろいろなものを取り入れ、相変わらずチャーミングで、相変わらず音楽的・・・・というプーランクのミサ曲は、まったく厳格でもなければ近寄りがたいというものでもない。それとは正反対である。この作品は南仏の光溢れる教会の中で素直に飾り気なく歌われることを意図したものなのだ」と感想を述べた。
初演は1938年4月3日にフォーブル・サントノーレにあるドミニコ派教会にてリヨン合唱団が行った。楽譜は1937年にルアール・エ・ルロール社から出版された。
本作は広い音域、イントネーション、ハーモニーの複雑さなどから高度な技術が要求されるため、広く演奏される曲ではない。しかし、アメリカとイギリスでは特に評判が高く、現在ではハイ・レベルの合唱団の古典的なレパートリーになっている。

## 演奏時間
約20分

## 楽曲構成
キリエ　生き生きとリズミカルに
「主よ、憐れみ給え」の部分は序句的なユニゾンで開始され（これは主題的な役割を担わない）、9回繰り返して歌われる。四分音符の拍に乗って、短い楽節が接続されるが、ト長調、ハ短調、ト短調（半終始）、ト短調（ピカルディ終始）の４部を作る。「キリストよ、憐れみ給え」は二分音符の音価を基本として、女声に比重をかけた前半、四声のバスを分割して全員がffで歌う後半の２部からなる。これが中間部で再びト短調から「主よ、憐れみ給え」を繰り返し歌うが、ハ短調は省かれ、第一部のト短調部分にストレッタ的な反復音形が加えられ、fffで中断したのち、ト音のバスの上にpppで「憐れみ給え」と歌い終始する。
グローリア　極めて生き生きと
「天には、天主に栄えあれ、地には、よき人に平安あれ」とffの掛け合いで開始される。主調はロ短調、跳躍的なリズムと音程を中心とするが「謝し奉る」でロ長調、「栄光の大いなるがために」のみレガートの弱唱となるが、「主なる天主」からはffに戻り、ロ短調から次第に不協和性を増して行き「イエス・キリスト」でfffに中断する。「主なる天主、天主の子羊」から一転して変ホ音上の短三和音で二分音符の音価を主とする弱唱により中間部となる。これまで、全声部が同一リズムにより、同一歌詞を歌っていたが、この「神の子羊」をきっかけとして、模倣、或いは拡大された音価を持つ旋律が加わる。「主は世の罪を除き給うにより」とバスが跳躍音程で反復し始め、ホ長調を経て三重唱によりホ短調「主は父の右に座し給うにより」とppで歌った後、ffで「我らを憐れみ給え」を強調し主調の属和音に至る。「そは、主」以下「アーメン」までは主調が保持される。
サンクトゥス　極めて速く、穏やかな喜びをもって
「聖なるかな」を弱唱で繰り返したのち、「天主なる主」が突然ff で歌われると「万軍の」とこれまで安定していたホ長調から逸脱しかかるが、すぐにイ長調属七に転じて「主の栄は地にみちみてり」をppの中間部としてイ長調に転じる。しかし、これもすぐに主調に復帰し、「栄あれ」をffで繰り返し、「いと高きところまで、ホザンナ」を倍のテンポをとってこの部分にのみ調的な変動を集中し、コーダとする。
ベネディクトゥス　静かにしかし遅くなく
しなやかにハ長調で「祝せられ給え」と歌い始める。続く「主のみ名により来れる者は」をハ短調・変ホ短調・変ロ短調などと転じたのち、ハ長調への復帰を経て、「ホザンナ」以降、前章と同様のコーダを加え、ホ長調で終始する。
アニュス・デイ　極めて清澄に、そして中庸に
聖歌風のソプラノ独唱で開始される。これは合唱に歌い継がれるが、「我らを憐れみ給え」で、変イ短調のコラールに転じる。以上の二種類の歌い方を繰り返したのち、「キリエ」冒頭の旋律が復帰し、「平安を与え給え」と静かに終結する。